# Amanadeutsch
Die Sprache auf westmitteldeutscher Grundlage Amanadeutsch oder Kolonie-Deutsch wird in den Amanakolonien in Iowa in den USA gesprochen, die seit 1854/55 bestehen.
Diese Siedlungen wurden von radikal-pietistischen Auswanderern aus dem gesamten deutschen Sprachraum, aber vor allem aus Hessen gegründet, die ihren Dialekt mitnahmen und weitgehend beibehielten. Da sie als Inspirierte wenig Kontakt mit ihrer Umwelt hatten und wünschten, blieb ihre Sprache bis in die 1930er Jahre hinein von außen relativ unbeeinflusst. Nach dieser Zeit wurde aus einem Zusammentreffen etlicher unabhängiger Ursachen heraus „the great change“ (die große Veränderung) beschlossen, die die Koloniebewohner näher an die Außenwelt heranbrachte.